# William Whitelaw, 1. vicegreve Whitelaw
William Stephen Ian Whitelaw, 1. vicegreve Whitelaw KT CH MC PC DL (født 28. juni 1918 i Nairn øst for Inverness i Det skotske højland, død 1. juli 1999 ved Penrith i Cumbria, North West England), ofte omtalt som Willie Whitelaw, var en fremtrædende konservativ britisk politiker, der blandt andet var vicepremierminister og indenrigsminister.

## Medlem af Underhuset
Fra 1955 til 1983 var William Whitelaw valgt som et af Cumbrias medlemmer af Underhuset. 
Han repræsenterede Penrith and The Border, der er en nordvestengelsk kreds ved grænsen til Skotland.

## Godsejer og medlem af Overhuset
William Whitelaw var medlem af Overhuset i 1983–1999.
William Whitelaw tilhørte en lavadelig skotsk godsejerfamilie. I 1892–1895 havde hans farfar (William Whitelaw (1868–1946)) repræsenteret den skotske kreds Perth i Underhuset. Den yngre William Whitelaws farmor (Dorothy Disraeli, gift med den ældre William Whitelaw) var en brordatter til Benjamin Disraeli (1804–1881), der havde været britisk premierminister to gange. I 1946 arvede den yngre William Whitelaw nogle af bedstefaderens godser i Skotland.
I 1983 blev William Whitelaw adlet som vicegreve af en lokalitet i sin hidtidige valgkreds (1st Viscount Whitelaw, of Penrith in the County of Cumbria). Det var første gang i 18 år, at der blev udnævnt en arvelig vicegreve.
I 1956 havde William Whitelaw købt godset Ennim (the mansion of Ennim) ved Penrith, og her døde han i 1999. Han blev overlevet af sin hustru gennem 56 år (Celia, Viscountess Whitelaw, født Celia Sprot (1917–2011)), deres fire døtre og 12 børnebørn. Titlen som vicegreve Whitelaw ikke kom til at gå i arv. 

## Tilknyttet regeringen
I 1961–1962 var William Whitelaw menig indpisker i Underhuset. I 1962–1964 var han parlamentarisk sekretær i arbejdsministeriet.

## Chefindpisker
I 1964–1970 var det konservative parti i opposition. I denne periode var William Whitelaw partiets chefindpisker i Underhuset.

## Flertalsleder i Underhuset
I 1970–1972 var William Whitelaw flertalsleder i Underhuset, og samtidigt var han formand for Det kongelige råd. Han afgav disse poster til Robert Carr den 7. april 1972.

## Minister for Nordirland og arbejdsminister
Den 24. marts 1972 blev William Whitelaw minister for Nordirland. I denne periode var der direkte britisk styre i Nordirland. Den 2. december 1973 blev han arbejdsminister, og denne post havde han, indtil regeringen gik af den 4. marts 1974.

## Konservativ partisekretær
William Whitelaw var Chairman of the Conservative Party (dvs. organisatorisk konservativ formand og partisekretær) i 1974–1975.

## Konservativ næstformand
William Whitelaw var politisk næstformand (Deputy Leader of the Conservative Party) for de konservative parti i 1975–1989.

## Vicepremierminister
William Whitelaw var vicepremierminister i 1979–1988.

## Indenrigsminister
Han var indenrigsminister i 1979–1983.

## Flertalsleder i Overhuset
I 1983–1988 var lord Whitelaw flertalsleder i Overhuset, og samtidigt var han (for anden gang) formand for Det kongelige råd.